# جنگل‌های پرانا
جنگل‌های پرانا (به پرتغالی: Floresta Atlântica do Alto Paraná) یک منطقهٔ مسکونی و جنگل در برزیل است که در ایالت سائو پائولو واقع شده‌است.